# Zelenicky Vrch
Zelenicky Vrch är ett berg i Tjeckien.   Det ligger i regionen Ústí nad Labem, i den nordvästra delen av landet, 70 km nordväst om huvudstaden Prag. Toppen på Zelenicky Vrch är 455 meter över havet, eller 113 meter över den omgivande terrängen. Bredden vid basen är 0,66 km.
Terrängen runt Zelenicky Vrch är kuperad åt nordost, men åt sydväst är den platt.Runt Zelenicky Vrch är det ganska glesbefolkat, med 22 invånare per kvadratkilometer. Närmaste större samhälle är Most, 7,0 km väster om Zelenicky Vrch. Trakten runt Zelenicky Vrch består till största delen av jordbruksmark.